# Turdinus rufipectus
Turdinus rufipectus là một loài chim trong họ Pellorneidae.